# Yakky Doodle
Yakky Doodle ist eine Zeichentrickserie und eine Zeichentrickfigur der Hanna-Barbera-Studios. Die 32-teilige Serie wurde von 1960 bis 1962 produziert.

## Inhalt
Yakky Doodle ist ein naives Entenküken, das immer wieder in die Fänge von heißhungrigen Schurken wie Fibber Fox oder Alfy Gator gerät, aber stets dem furchtbaren Schicksal des Gefressenwerdens um Haaresbreite entkommt. Oft hilft ihm dabei sein großer und schlagkräftiger Freund Chopper, eine weiße Bulldogge.

## Entstehung und Veröffentlichung
Die Figur wurde nach der 1950 in Tom und Jerry auftretenden Figur Little Quacker gestaltet. Diese sollte, bereits von Jimmy Weldon gesprochen, ähnlich wie Donald Duck klingen. Nach dem einmaligen Auftritt von Little Quacker. 1960 trat Yakky Doodle erstmals in einer Episode von Augie Doggie & Doggie Daddy auf. Ab 1961 liefen die Kurzfilme mit Yakky Doodle als Teil der Yogi Bear Show.
Auf Deutsch wurde die Serie in den regionalen Programmen der ARD ausgestrahlt. Die ARD baute die Serie in Hucky und seine Freunde ein.
1962 erschien bei Gold Key eine einzelne Comicgeschichte mit Yakky Doodle.

## Synchronisation
| Rolle        | englischer Synchronsprecher |
| ------------ | --------------------------- |
| Yakky Doodle | Jimmy Weldon                |
| Chopper      | Vance Colvig                |
| Fibber Fox   | Daws Butler                 |
| Alfy Gator   | Daws Butler                 |